# صوفة
صوفة هي إحدى قرى عزلة جيشان بمديرية جيشان التابعة لمحافظة أبين، بلغ تعداد سكانها 101 نسمة حسب تعداد اليمن لعام 2004.